# Comédie-Canadienne

Le théâtre de la Comédie-Canadienne a été fondé en juin 1957 par Gratien Gélinas et était situé au 84, rue Sainte-Catherine ouest à Montréal.  
Gratien Gélinas avait acheté l'immeuble de Jean Grimaldi en 1956. La salle comptait plus de 1 000 places
Il présentait des pièces canadiennes (Marcel Dubé, Jacques Bobet, Jacques Languirand, Gratien Gélinas, etc.), ainsi que des pièces étrangères.  Il fermera ses portes en 1973 et sera remplacé par le Théâtre du Nouveau Monde.
L'immeuble du 84, rue Sainte-Catherine ouest a aussi hébergé le Théâtre Gayety dans les années 1940 et 1950 où se produisait la célèbre effeuilleuse Lili St-Cyr .  
Le fonds d'archives du Théâtre de la Comédie Canadienne est conservé au centre d'archives de Montréal de Bibliothèque et Archives nationales du Québec.

## Créations
- 17 août 1959 : Bousille et les justes de Gratien Gélinas
- 11 avril 1966 : Hier, les enfants dansaient de Gratien Gélinas[6]